# Roßdorf, Darmstadt
Roßdorf är en tysk kommun i distriktet (Landkreis) Darmstadt-Dieburg i förbundslandet Hessen.
Den ligger alldeles öster om Darmstadt.

## Historia
Orten nämns för första gången i en urkund år 1250.
Under 1600-talet drabbades staden av pesten och trettioåriga kriget.
Den 1 januari 1977 sammanslogs Roßdorf och Gundernhausen till en dubbelkommun.

## Historiska namn
- 1250: Roßedorph
- 1321: Rosdorf
- 1330: Rostdorf
- 1354: Roßdorf
- 1361: Rosdorff
- 1403: Roßdorff
- 1427: Rostorff
- 1559: Rostroff
- i dag: Roßdorf

## Demografi
Dokumentmall:
| Diagram, år 1575 till 2015 |

## Vänorter
Roßdorf har följande vänorter:
- Benátky nad Jizerou
- Kindberg
- Lichtentanne
- Reggello
- Roßdorf i Thüringen
- Vösendorf

## Galleri

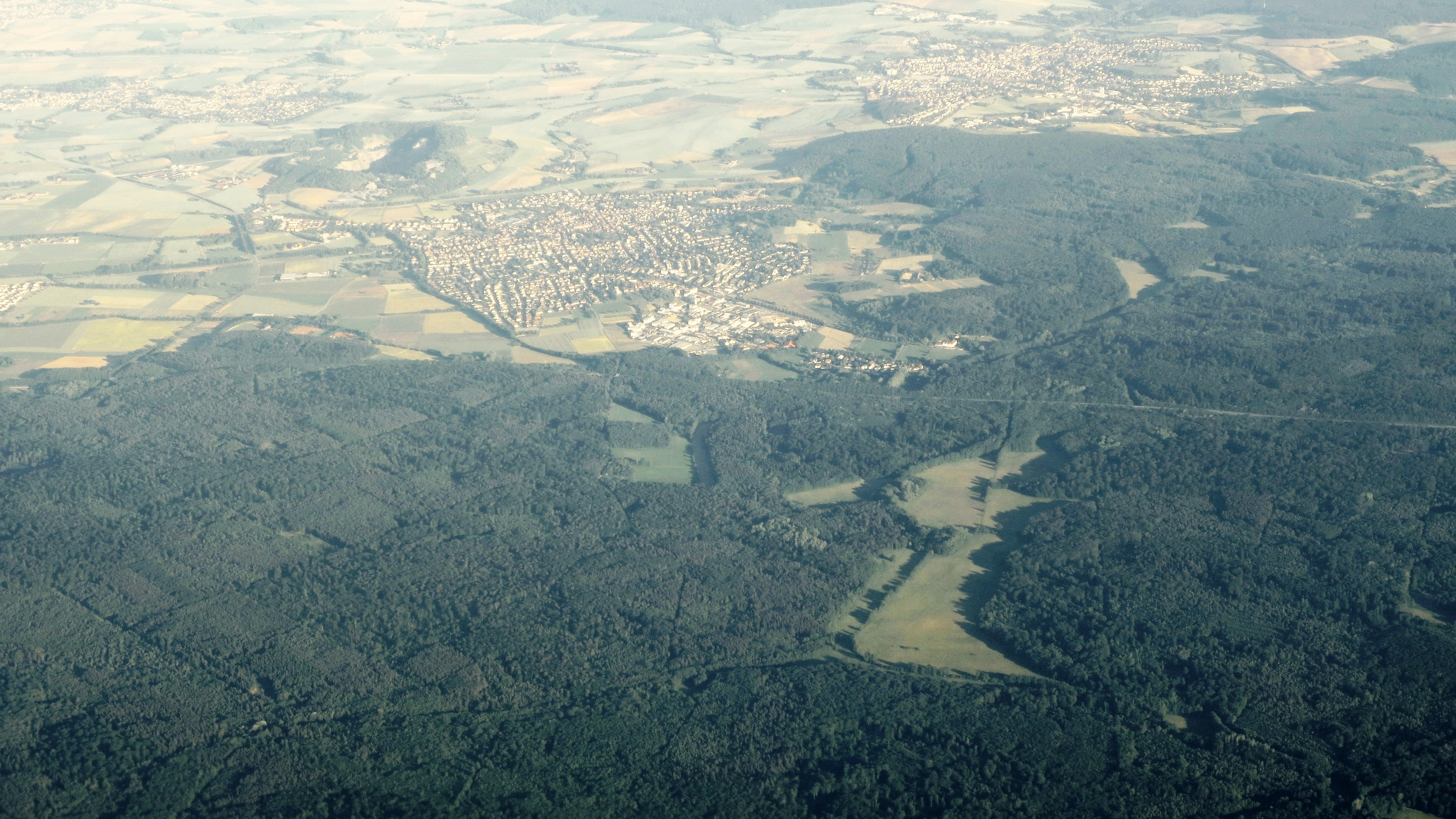
Flygfoto av Roßdorf (mitt/högst upp); (2015)
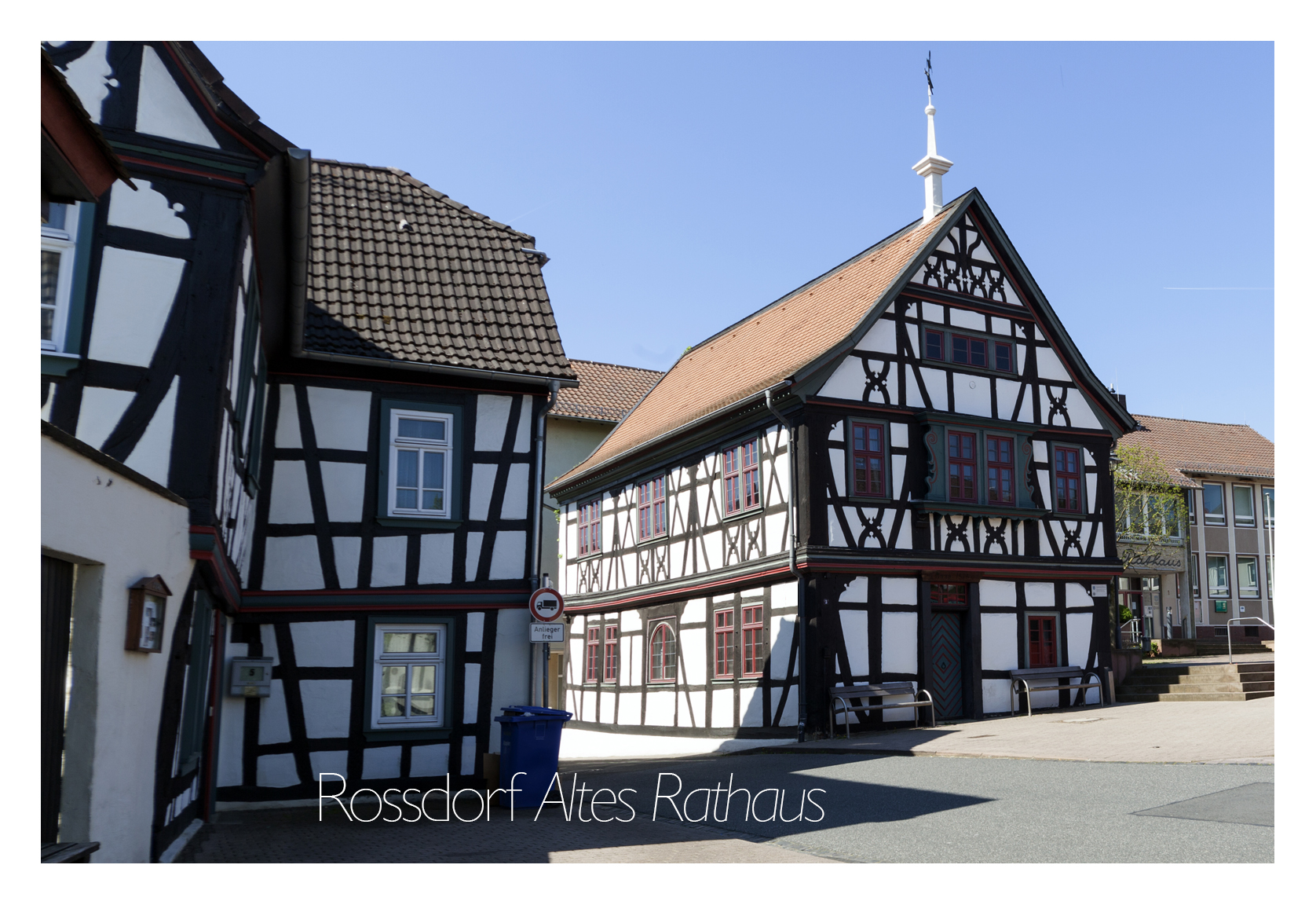
Gamla rådhuset (2016)
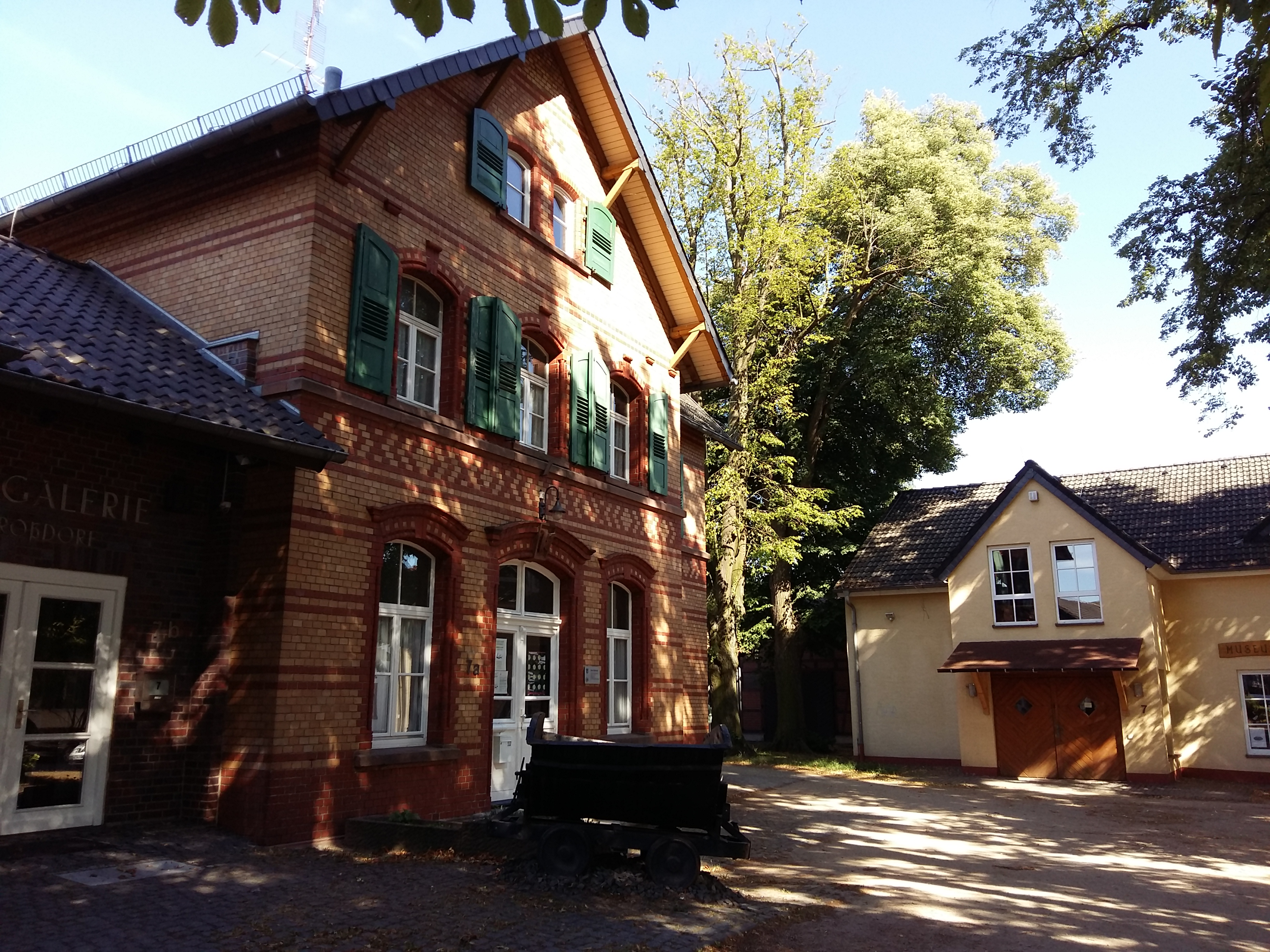
Järnvägsstation (nedlagd); (2017)
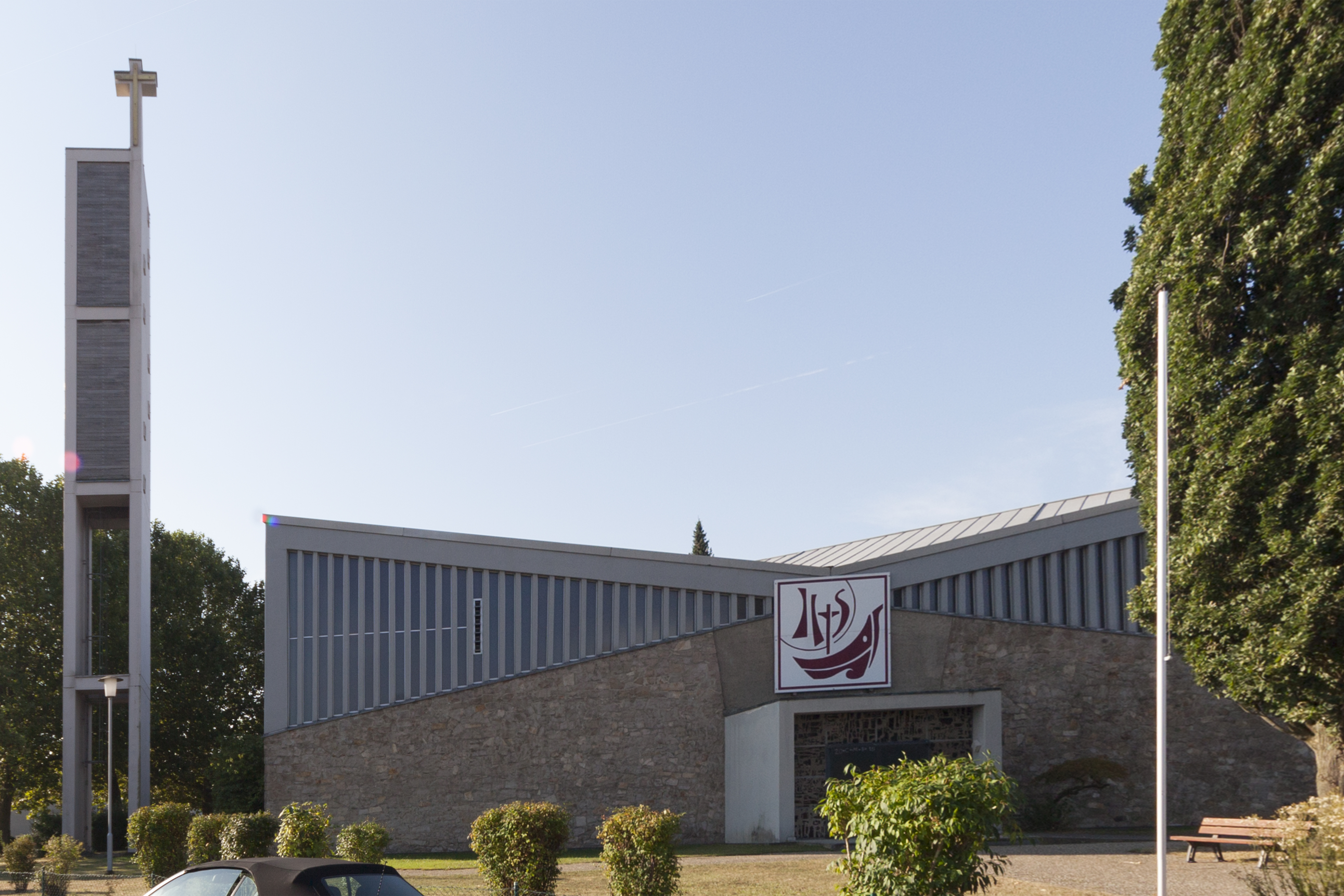
Katolska kyrkan "Verklärung Christi" (2016)
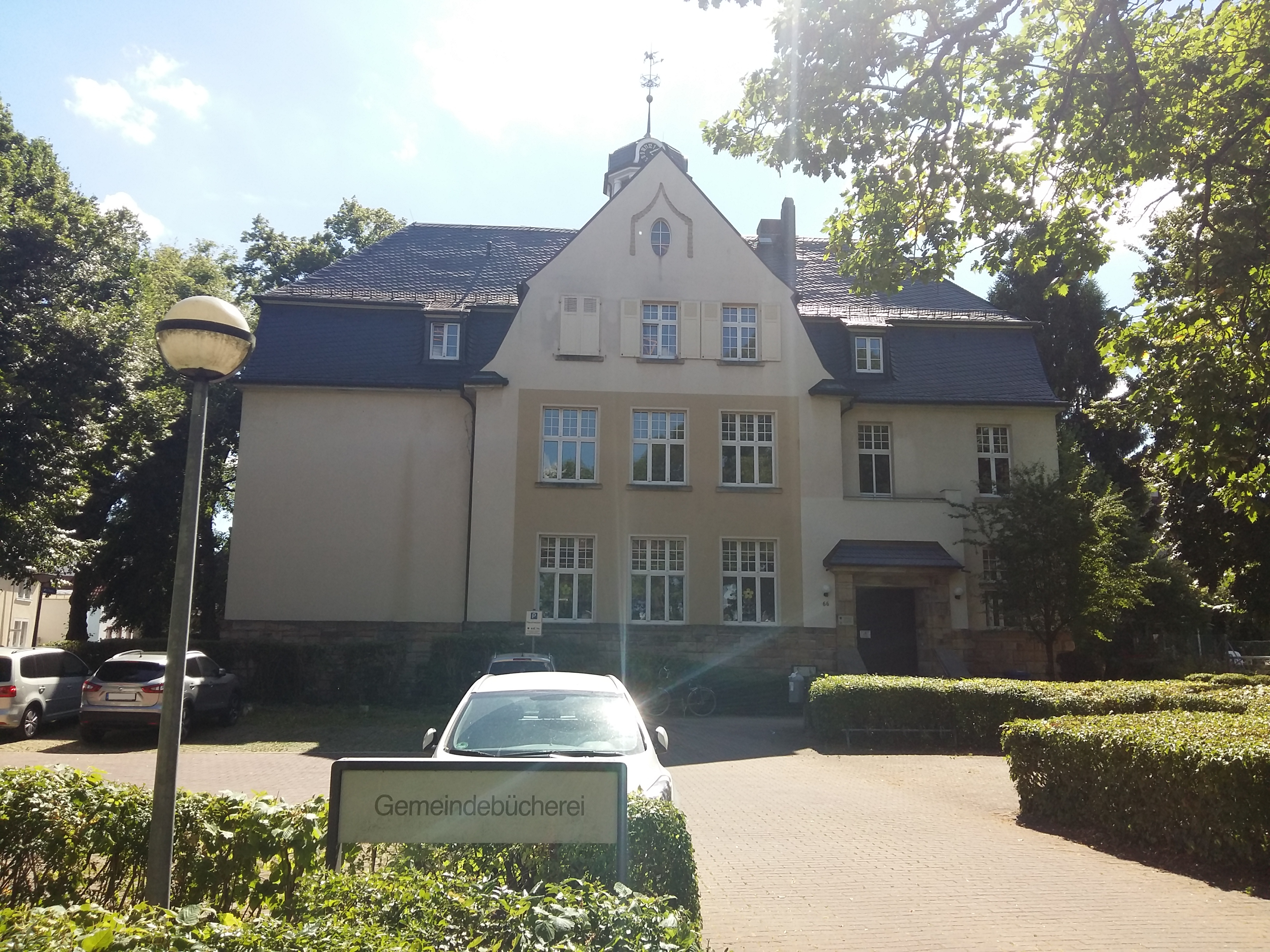
Skolan "Neue Schule" (2017)
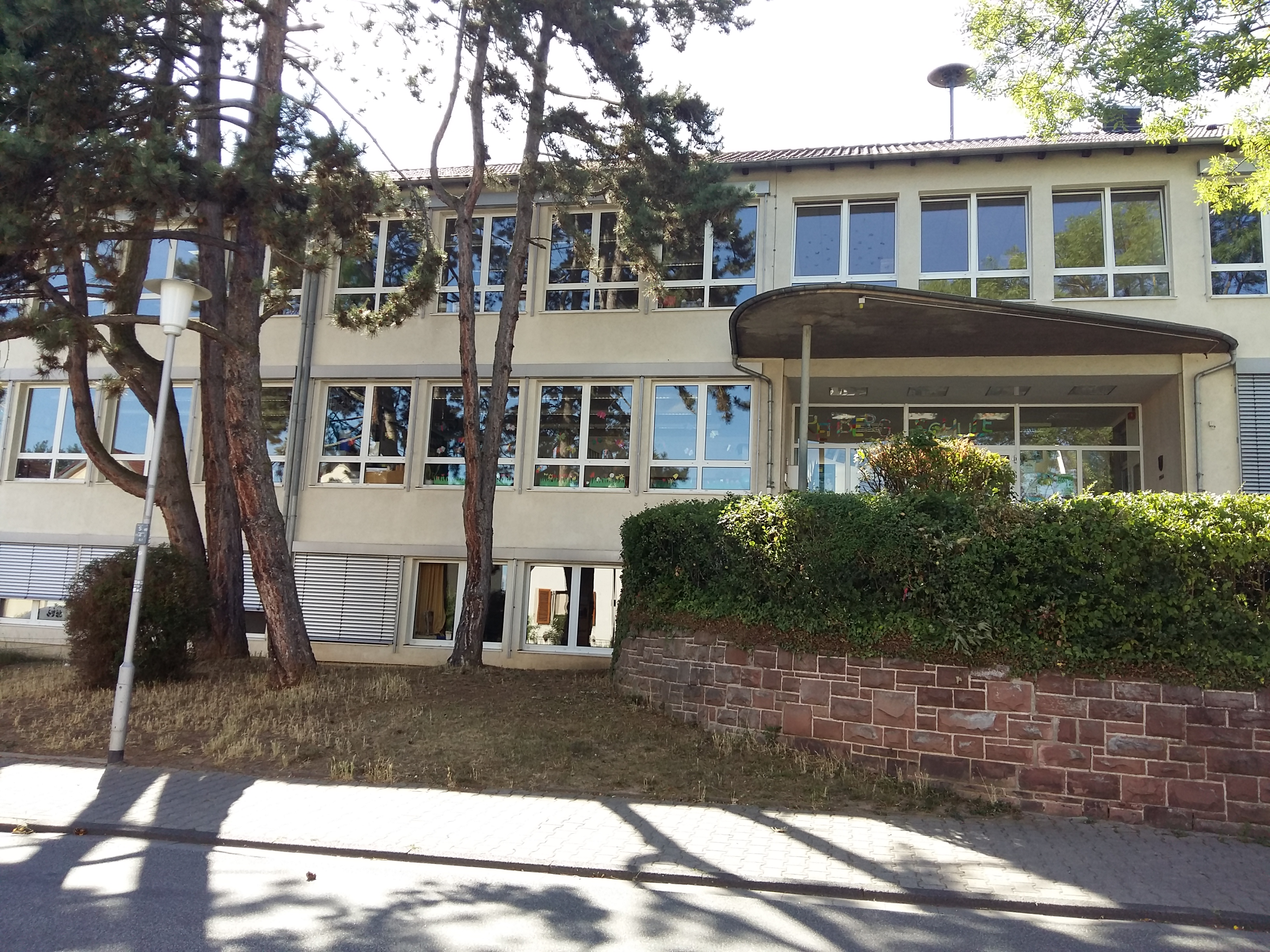
Skolan "Rehbergschule" (2017)
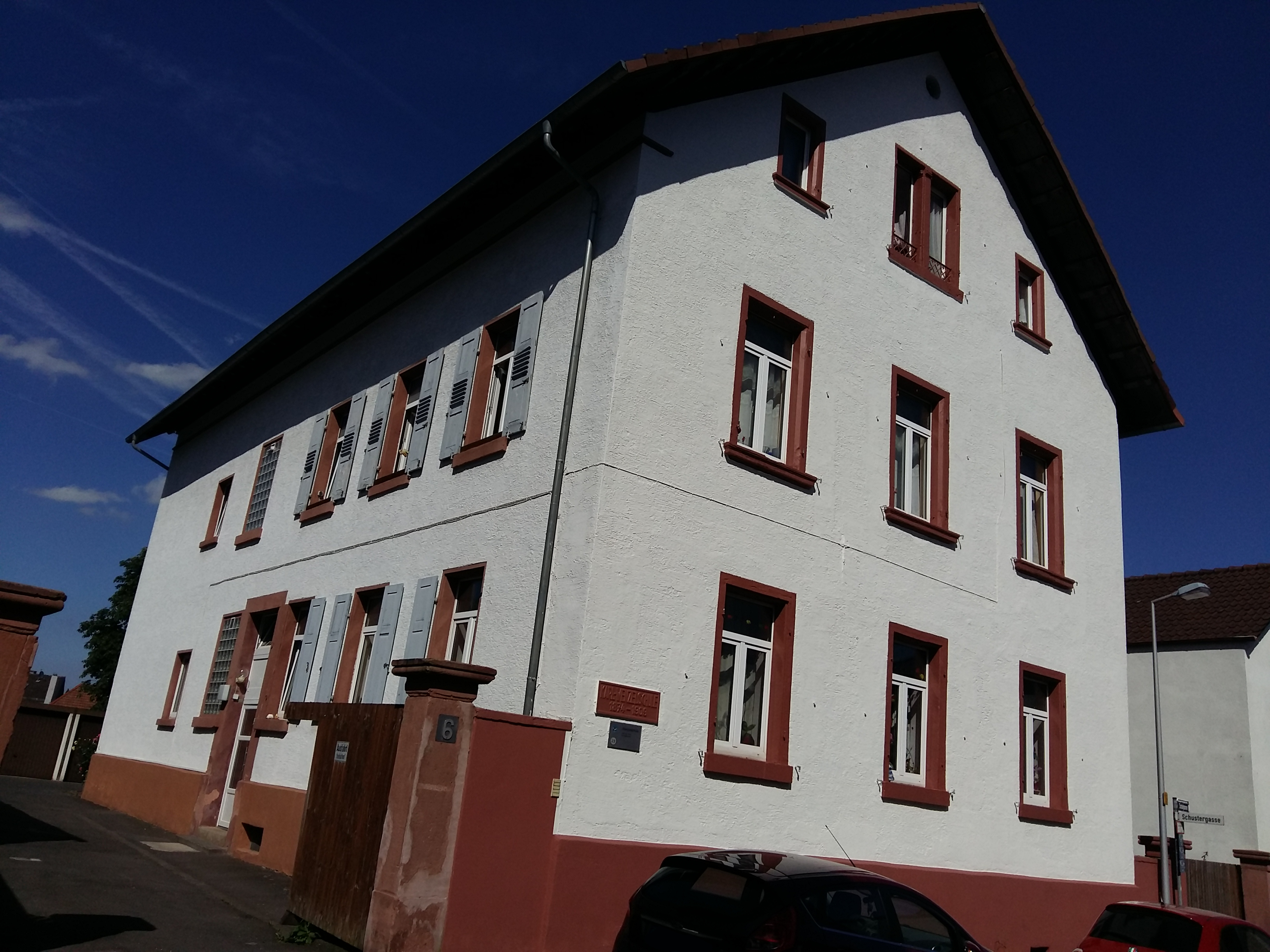
Skolan "Wenzelschule" (2017)
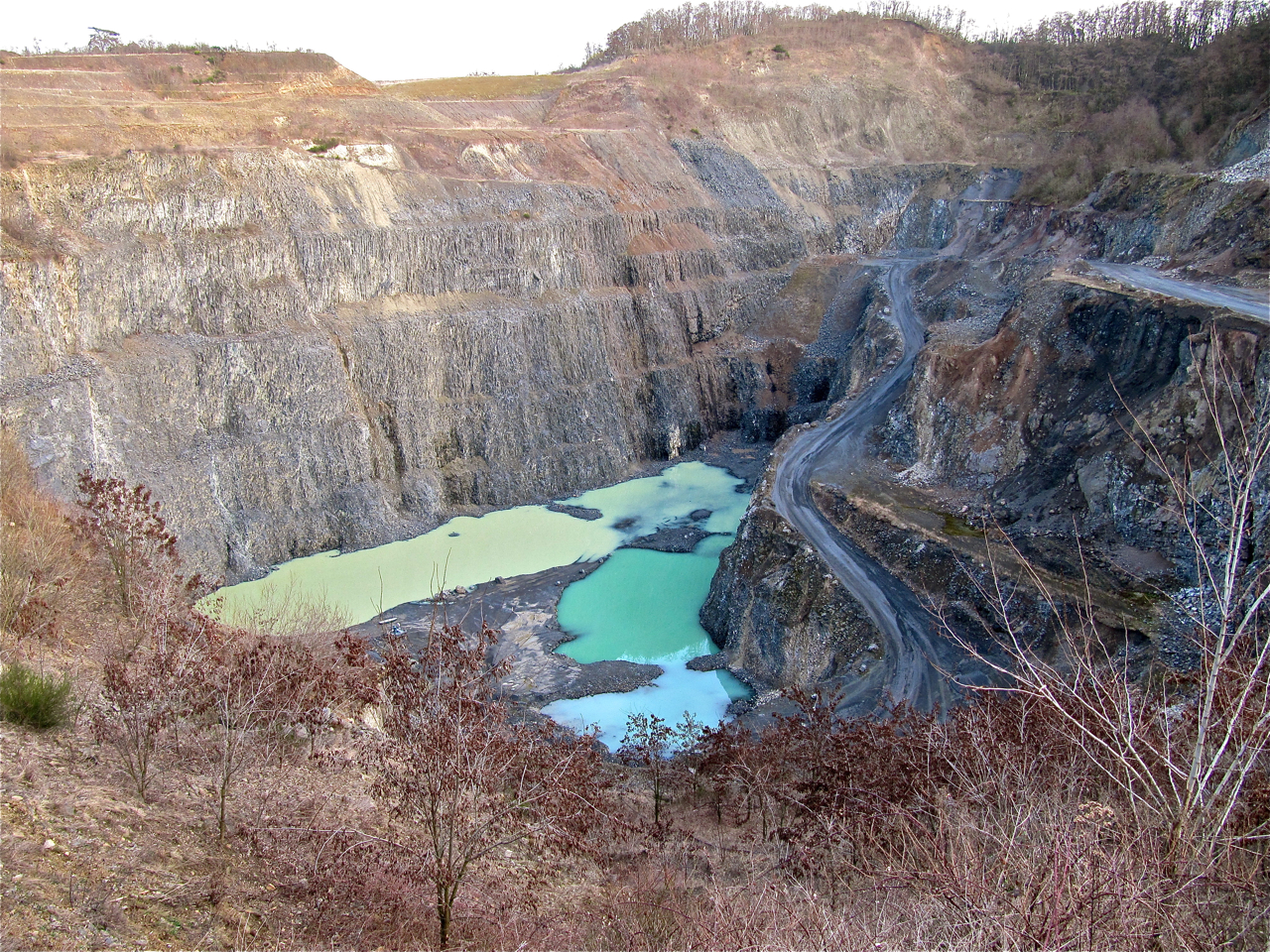
Stenbrott "Roßberg" (2010)